# ميكيل نافارو
ميكيل نافارو (بالإسبانية: Miquel Navarro)‏ هو رسام إسباني، ولد في 1945 في منزل عطاء في إسبانيا.